# Piper longicaudatum
Piper longicaudatum är en pepparväxtart som beskrevs av Trel. & Yunck.. Piper longicaudatum ingår i släktet Piper och familjen pepparväxter. Inga underarter finns listade i Catalogue of Life.